# Cadero con Graglio
Cadero con Graglio o Graglio con Cadero (Cadee con Graj e Graj con Cadee in dialetto locale) è stato un comune della Lombardia esistente dal 1757 al 1928 con vari nomi.

## Storia
Storicamente Cadero e Graglio appartenevano alla pieve di Valtravaglia e, nonostante fossero due parrocchie distinte, erano spesso considerati congiuntamente col nome, registrato negli archivi storici dello Stato di Milano, di Cadero con Graglio inseriti poi nell'effimera Provincia di Varese.
Durante il governo napoleonico nel 1798 viene regolamentato il comune di Graglio con Cadero, che univa ufficialmente i due enti, decisione mantenuta dopo la Restaurazione del Regno Lombardo-Veneto, registrato però sotto il nome di Graglio.
Nel 1877 avvenne il cambiamento di capoluogo comunale su decisione delle autorità del Regno d'Italia e quindi il comune cambiò nome in Cadero con Graglio, nome con il quale termina la propria esistenza nel 1928 con l'unione a Veddasca, un anno dopo la creazione della provincia di Varese.